# Bambi II
Bambi II is een animatiefilm van Walt Disney Pictures uit 2006. Deze film is het vervolg op de in 1942 verschenen film Bambi. De film brak het record voor wat betreft de langste tijd tussen twee op elkaar volgende films; de originele film verscheen 64 jaar eerder.
De film werd in de meeste landen uitgebracht als direct-naar-video, maar in sommige landen (waaronder het Verenigd Koninkrijk, Frankrijk, Oostenrijk en Mexico) werd de film eerst in de bioscoop uitgebracht.
Bambi II was de laatste Disneyfilm die werd uitgebracht op VHS.

## Verhaal
De plot van Bambi II valt chronologisch samen met de originele film. De film speelt zich af tussen het moment dat Bambi's moeder wordt doodgeschoten door jagers en het moment dat Bambi volwassen is.
Na de dood van zijn moeder wordt Bambi opgevangen door zijn vader, de prins van het woud. Aanvankelijk wil de prins Bambi verder laten opvoeden door een adoptiemoeder, maar omdat alle andere herten door de winter al amper voor zichzelf kunnen zorgen is hij genoodzaakt Bambi zelf onder zijn hoede te nemen, dit terwijl hij geen ervaring heeft als ouder. De rest van de winter zorgt de prins voor zijn zoon, en probeert hem alvast voor te bereiden op zijn toekomstige taak als nieuwe prins.

## Rolverdeling
- Patrick Stewart - Great Prince of the Forest
- Alexander Gould - Bambi
- Brendon Baerg - Thumper
- Carolyn Hennesy - Bambi's mother
- Nicky Jones - Flower
- Anthony Ghannam - Ronno
- Andrea Bowen - Feline
- Keith Ferguson - Owl
- Cree Summer - Mena
- Brian Pimental - Groundhog / Porcupine

Nederlandse Versie
- Filip Bolluyt - Grote Prins van het Bos
- Kas Westerbeek - Bambi
- Jasper Sohier - Stamper
- Maria Lindes - Bambi's moeder
- Bob Verhoef - Bloempje
- Stan Stroobants - Ronno
- Robin Virginie - Feline
- Carol van Herwijnen - Uil
- Leen Demaré - Mena
- Gene Bervoets - Bosmarmot, Stekelvarken
- Laura Vlasblom - Zangeres van de liedjes: Een nieuw begin (There is life) en Als de lente komt (First sign of spring)

## Filmmuziek
1. "There is Life" (Alison Krauss) – 2:19
2. "First Sign of Spring" - (Michelle Lewis) – 3:49
3. "Through Your Eyes" - (Martina McBride) – 4:07
4. "The Healing of a Heart" - (Anthony Callea) – 2:43
5. "Snow Flakes in the Forest" - (Bruce Broughton) – 1:40
6. "Bambi's Dream (Broughton) – 1:27
7. "Being Brave (Part 1) (Broughton) – 1:22
8. "Being Brave (Part 2) (Broughton) – 1:13
9. "Bambi and the Great Prince/End Credit Suite" (Broughton) – 3:34
10. "Sing the Day" (Various) – 1:53
11. "Main Title (Love is a Song)" (Donald Novis) – 2:56
12. "Little April Shower" (Chorus) – 3:54
13. "Let's Sing a Gay Little Spring Song" (Chorus) – 1:44

## Prijzen en nominaties
In 2007 werd Bambi II genomineerd voor twee prijzen, waarvan hij er een won:
- De Saturn Award voor beste dvd-uitgave
- De Annie Award voor Best Home Entertainment Production – gewonnen